# Gordon Dickson
Gordon Dickson, född 2 januari 1932, död 19 januari 2015, var en friidrottare från Kanada. Han deltog vid olympiska sommarspelen 1960.